# Lovisa Smerling
Elsa Louise (Lovisa) Smerling, född 13 februari 1879 i Hedvig Eleonora församling, Stockholm, död 2 mars 1966, var en svensk målare.
Hon var dotter till grosshandlaren Magnus Leonard Smerling och Julia Ernestine Björman samt från 1907 gift med arkitekten och konstnären Göte Peter Nyman-Egbert. Smerling studerade vid Konstakademien 1900–1903. Efter sitt giftermål lämnade hon under en period sitt konstnärskap för att ägna sig åt familjen och hjälpa sin man i dennes yrkesutövning innan hon senare återvände till konsten. 